# خلیج شرقی جاسک
خلیج شرقی جاسک خلیجی کوچک در حاشیه شمالی دریای عمان در شرق جاسک در هرمزگان است. شبه‌جزیره جاسک این خلیج را از خلیج غربی جاسک جدا می‌کند.